# Afrasura
Afrasura is een geslacht van vlinders van de familie spinneruilen (Erebidae), uit de onderfamilie Arctiinae.

## Soorten
- A. amaniensis (Cieslak & Häuser, 2006)
- A. clara (Holland, 1893)
- A. crenulata (Bethune-Baker, 1911)
- A. discocellularis (Strand, 1912)
- A. discreta Durante, 2009
- A. dubitabilis Durante, 2009
- A. emma Durante, 2009
- A. hieroglyphica (Bethune-Baker, 1911)
- A. hyporhoda (Hampson, 1900)
- A. ichorina (Butler, 1877)
- A. indecisa (Walker, 1869)
- A. neavi (Hampson, 1914)
- A. numida (Holland, 1893)
- A. obliterata (Walker, 1864)
- A. pallescens Durante, 2009
- A. peripherica (Strand, 1912)
- A. rivulosa (Walker, 1854)
- A. submarmorata (Kiriakoff, 1958)
- A. terlinea Durante, 2009
- A. violacea (Cieslak & Häuser, 2006)